# 245 Vera
Vera (asteroide 245) é um asteroide da cintura principal com um diâmetro de 79,5 quilómetros, a 2,48841232 UA. Possui uma excentricidade de 0,19769977 e um período orbital de 1 995,13 dias (5,47 anos).
Vera tem uma velocidade orbital média de 16,91219712 km/s e uma inclinação de 5,17738363º.
Este asteroide foi descoberto em 6 de Fevereiro de 1885 por Norman Pogson.